# Thousand-Islands-Nationalpark
Der rund 9 km² große und 1904 gegründete Thousand-Islands-Nationalpark (französisch Parc national du Canada des Mille-Îles, englisch Thousand Islands National Park of Canada) ist ein kanadischer Nationalpark im Südosten der Provinz Ontario in Ostkanada. Er ist der kleinste der kanadischen Nationalparks und hieß bis 2013 St.-Lawrence-Islands-Nationalpark, außerdem war er der erste kanadische Nationalpark östlich der Rocky Mountains. Er wurde am 28. März 2013 umbenannt, um den Naturraum im Namen zu tragen. Der Park ist dabei Bestandteil des 2002 eingerichteten und wesentlich größeren Frontenac Arch Biosphere Reserve, zu dem auch der Algonquin Provincial Park gehört.

## Lage
Der Park befindet sich in der Region Thousand Islands am beziehungsweise im Sankt-Lorenz-Strom und liegt dabei im Wesentlichen im Frontenac County sowie den United Counties of Leeds and Grenville. Lediglich die westlichste der Inseln des Parks, Main Duck Island, liegt im Prince Edward County.
Der Nationalpark umfasst 21 Areale, wovon drei auf dem Festland liegen. Bei Mallorytown, einem Teil des Township Front of Yonge, liegt das Besucherzentrum. Östlich (Jonas Creek) und westlich (Landon Bay) davon befinden sich die beiden anderen Anteile des Parks auf dem Festland.
Die anderen Teile des Schutzgebietes liegen auf den Inseln im Sankt-Lorenz-Strom. Lediglich Main Duck Island liegt dabei nicht im Sankt-Lorenz-Strom, sondern im Ontariosee.
Die Inseln des Parks sind (von West nach Ost):
- Main Duck Island
- Kingston Islands
  - Cedar Island
  - Milton Islands
- Admiralty Islands
  - Aubrey Island
  - Mermaid Island
  - Beaurivage Island
  - McDonald Island
  - Thwartway Island
- Lake Fleet Islands
  - Camelot Island
  - Endymion Island
- Navy Islands
  - Gordon Island
  - Mulcaster Island
- Middle Islands
  - Georgina Island
  - Constance Island
  - Hill Island
- Grenadier Island (Teilbereiche im Osten, Westen und Zentrum)
- East Islands
  - Adelaide Island
  - Stovin Island

Der Park umfasst dabei entweder die ganze Insel oder auch nur Teile davon.

## Verkehrsanbindung
Auf dem Festland läuft der Ontario Highway 401 parallel zum Park, während der vom Highway 401 nach Süden abzweigende Highway 137 den Park im Bereich der Middle Islands (Georgina Island, Constance Island und Hill Island) auf der Thousand Islands Bridge durchquert.